# Riksdagen 1629
Riksdagen 1629 ägde rum i Stockholm.
Ständerna sammanträdde den 12 juni 1629.  Adeln valde som lantmarskalk Per Brahe den yngre. Riksdagen bekräftade fullmakten, antagenen vid riksdagen 1627–1628, till kungen att inleda det som senare blev trettioåriga kriget.
Riksdagen avslutades den 30 juni 1629.